# 思想 (杂志)
《思想》是联经出版的一份以书代刊的杂志，创刊人和现任总编辑是钱永祥。

## 简介
1988年，联经出版的林載爵酝酿要创办一份刊物，以翻译西方经典文章为主，而在中研院工作的钱永祥也感到台湾读书界需要西方经典文章的翻译，而单篇的文章不容易发表，不如集结起来出版。《思想》第一輯名為「思想的索求」，虽然首刷三千本仍销售一空，但还是难以为继，当时的困难在于取得版权和寻找译者。2006年3月，联经出版复刊《思想》，第二期主题为「歷史與現實」，复刊后的《思想》内容均为中文学者原创，1年出版3至4期，类似于季刊，每期探討不同主題。《思想》旨在团结华人世界知识分子，办一份严肃的中文思想性刊物，既非学报，也非新闻刊物，而是以学人的知识为资源，展开公共议题的讨论。

## 编委会
- 總編輯：錢永祥[5]
- 編輯委員：王智明、白永瑞、汪宏倫、林載爵、周保松、陳正國、陳宜中、陳冠中[6]

## 历辑主题
从2006年3月至2020年6月共出版40辑。历辑主题如下：
1. 思想的求索
2. 历史与现实
3. 天下、东亚、台湾
4. 台湾的七十年代
5. 转型正义与记忆政治
6. 乡土、本土、在地
7. 解严以来：二十年目睹之台湾
8. 后解严的台湾文学
9. 中国哲学：危机与出路
10. 社会主义的想象
11. 民主社会如何可能？
12. 族群平等与言论自由
13. 一九四九：交替与再生
14. 台湾的日本症候群
15. 文化研究：游与疑
16. 台湾史：焦虑与自信
17. 死刑：伦理与法理
18. 中国：革命到崛起
19. 香港：解殖与回归
20. 儒家与现代政治
21. 必须读《四书》？
22. 走过八十年代
23. 女性主义与自由主义
24. 音乐与社会
25. 在台湾谈中华文化
26. 香港：本土与左右
27. 太阳花之后
28. 大马华人与族群政治
29. 动物与社会
30. 宗教的现代变貌
31. 民族主义与历史意识
32. 文革五十年祭
33. 原民狩猎的伦理省思
34. 全面基本收入：理念与实践
35. 反思进步价值
36. “天下”作为意识形态
37. “五四”一百周年
38. “米兔”在中国
39. 南洋鲁迅：接受与影响
40. 香港：破局与困局
41. 新冠启示录
42. 解读川普现象
43. 五一三的幽灵
44. 记疫共同体
45. 余英时与自由主义
46. 后全球化与俄乌战争
47. 多角度看动物
48. 重访张灏和林毓生